# Тигрова гърмяща змия
Тигровите гърмящи змии (Crotalus tigris) са вид влечуги от семейство Отровници (Viperidae).
Срещат се в северозападно Мексико и съседни части на Съединените американски щати.
Таксонът е описан за пръв път от американския зоолог Робърт Кеникът през 1859 година.